# جف تیت
جف تیت (به انگلیسی: Geoff Tate) (با نام تولد جفری وین تیت) خواننده و موسیقیدان آمریکایی است که بیشتر به عنوان خوانندهٔ گروه پراگرسیو متال کوئینزرایک شناخته می‌شود و توانست با این گروه در دهه ۱۹۸۰ میلادی به موفقیت‌های بین‌المللی دست یابد.
او متولد اشتوتگارت آلمان است که پس از مدتی اندک به همراه خانواده‌اش به واشنگنتن مهاجرت کرد.مجلهٔ موسیقی Hit Parader وی را در جایگاه ۱۰۰ خواننده بزرگ هوی متال قرار داده، همچنین در نظرسنجی برنامه That Metal Show جزو پنج خواننده برتر هارد راک دههٔ ۸۰ میلادی قرار گرفت.